# Georg Draheim
Georg Draheim (* 11. Oktober 1903 in Berlin; † 24. August 1972 in Stuttgart) war ein deutscher Bankmanager, Präsident der Deutschen Genossenschaftskasse und Professor für Wirtschaftswissenschaft.

## Biographie
Draheim widmete sein gesamtes berufliches Leben den deutschen Genossenschaften. Er gilt als bedeutendster Spitzenvertreter und Reformer der deutschen Kreditgenossenschaften des 20. Jahrhunderts. 1922 begann er eine Banklehre bei der Preußischen Zentralgenossenschaftskasse in Berlin. Nach seinem Studium, das er 1929 an der Berliner Wirtschaftshochschule mit der Promotion abschloss, kehrte er als Mitarbeiter an das mittlerweile als Deutschen Zentralgenossenschaftskasse firmierende genossenschaftliche Spitzeninstitut zurück. Zwei Jahre später wurde er deren Generalbevollmächtigter.
Draheim beantragte am 20. November 1937 die Aufnahme in die NSDAP und wurde rückwirkend zum 1. Mai desselben Jahres aufgenommen (Mitgliedsnummer 5.771.024), er war auch Mitglied des NSKK. 1939 trat als Direktor und Vorstandsvertreter in das Leitungsgremium der Deutschen Zentralgenossenschaftskasse ein. Im gleichen Jahr nahm er einen Lehrauftrag an der Wirtschaftshochschule Berlin und an der Technischen Hochschule Hannover an. In Hannover wurde er 1952 zum Honorarprofessor ernannt. Später kamen Honorarprofessuren an den  Universitäten Göttingen und Marburg hinzu. Als Bankpraktiker und als Wirtschaftstheoretiker vertrat Draheim die Auffassung, dass Genossenschaften, insbesondere Kreditgenossenschaften nur im Wettbewerb bestehen können, wenn sie sich zu größeren lokalen Einheiten zusammenschließen. Außerdem war er der Auffassung, dass komplexe genossenschaftliche Strukturen vereinfacht werden müssten. Seine Vorstellungen sind vor allem im kreditgenossenschaftlichen Sektor zum Leitbild geworden.
1945 plante und leitete Draheim die abenteuerliche Evakuierung von Teilen der Deutschen Zentralgenossenschaftskasse nach Gotha und später nach Marburg. Als feststand, dass die amerikanischen Besatzungsbehörden das genossenschaftliche Spitzeninstitut nicht anerkennen würden, flüchtete Draheim in die britische Besatzungszone. 1948 wurde er Vorstandsmitglied der Landesgenossenschaftsbank Hannover. 1964 trat er als Präsident an die Spitze der Deutsche Genossenschaftskasse, des Zentralinstituts der deutschen Genossenschaften, insbesondere der Volksbanken und Raiffeisenbanken. 1968 wurde Draheim von der Westfälischen Wilhelms-Universität in Münster die Ehrendoktorwürde verliehen. Eine weitere Auszeichnung erhielt er von der Bundesrepublik Deutschland mit der Verleihung des Großen Verdienstkreuzes mit Stern. Aus der Deutschen Genossenschaftskasse entstand die DG Bank mit Sitz Frankfurt a. Main, die später durch Fusionen mit genossenschaftlichen Zentralbanken zur jetzigen DZ Bank wurde.

## Schriften
- Spitzenorganisationen im genossenschaftlichen Kreditwesen – systematische Untersuchung über das Problem der Gestaltung, insbesondere der Vereinheitlichung, Dissertation, Berlin 1929
- Die Genossenschaft als Unternehmungstyp, 1952
- Zur Ökonomisierung der Genossenschaften, 1967